# Organisation défensive du Royaume-Uni pendant la guerre de la Troisième Coalition

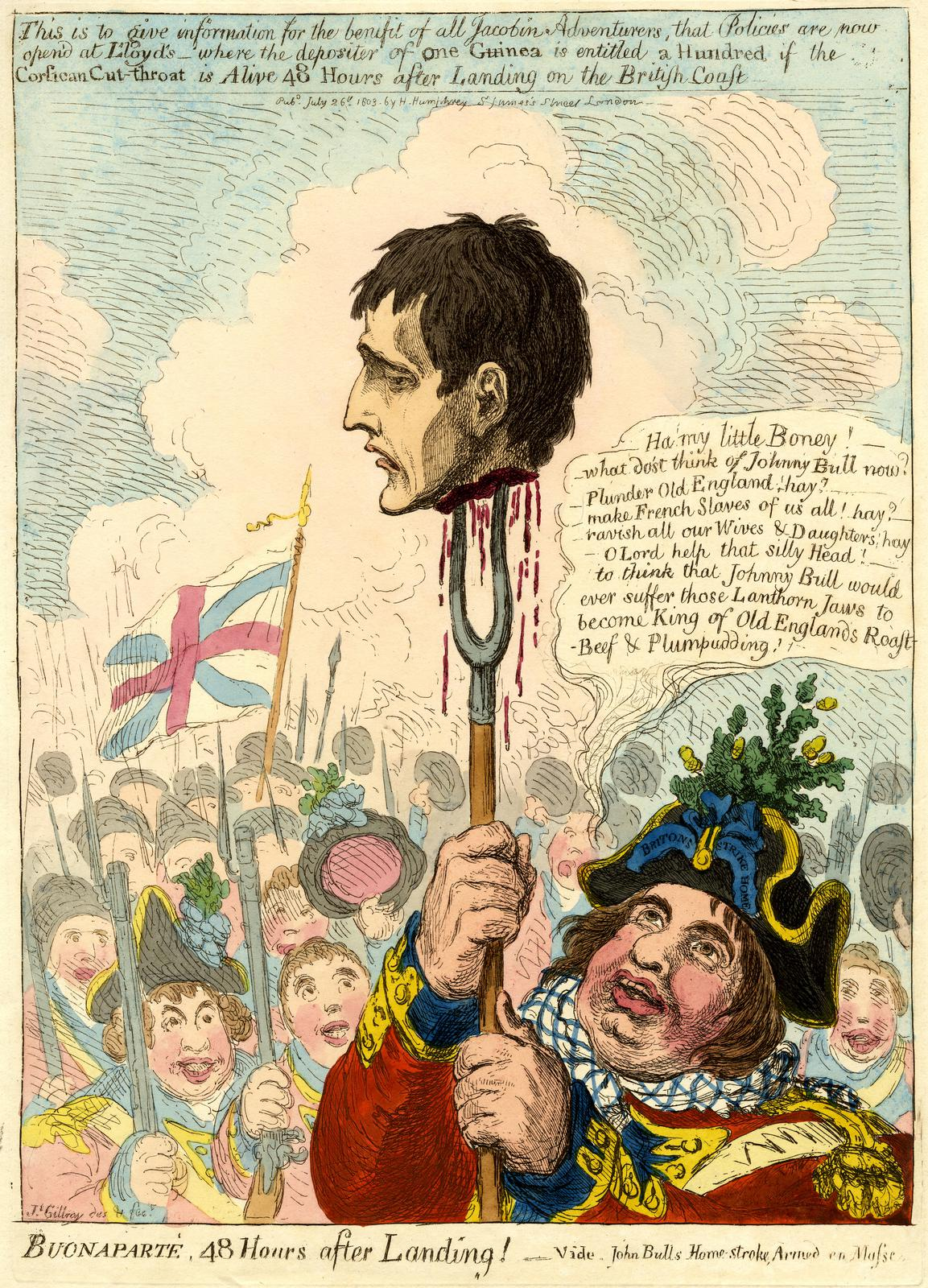
Buonaparte, 48 heures après le débarquement !, de James Gillray (1803).

L'organisation défensive du Royaume-Uni pendant la guerre de la Troisième Coalition était la réponse militaire et civile du Royaume-Uni à l'invasion prévue du Royaume-Uni par Napoléon Ier entre 1803 et 1805, dans le cadre de la guerre de la Troisième Coalition. Elle comprenait la mobilisation de la population à une échelle jamais tentée auparavant au Royaume-Uni, combinée à une force militaire de plus de 615 000 hommes en décembre 1803. Une grande partie de la côte sud de l'Angleterre fut fortifiée pour repousser un débarquement français. Cependant, Napoléon Ier ne mit jamais en œuvre son invasion planifiée, de sorte que les préparatifs britanniques ne furent jamais soumis à l'épreuve.

## Contexte
Au lendemain de la Révolution française de 1789, la Grande-Bretagne et la France étaient en guerre quasi-continûment de 1793 à 1802, puis de 1803 à 1815, interrompue par la brève paix d'Amiens de 1802 à 1803 et le premier exil de Napoléon à l'île d'Elbe en 1814-1815. À la fin de 1797, Napoléon affirma au Directoire que : 
« [La France] doit détruire la monarchie anglaise, ou s'attendre à être elle-même détruite par ces insulaires intrigants et entreprenants... Concentrons tous nos efforts sur la marine et anéantissons l'Angleterre. Cela fait, l'Europe sera à nos pieds. »

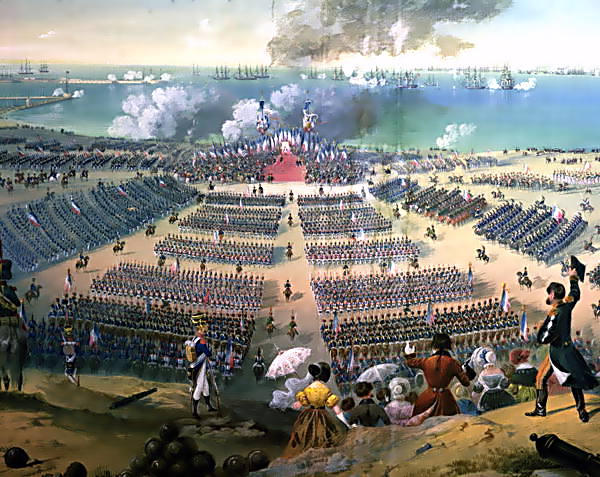
Napoléon inspectant l'armée d’invasion à Boulogne, le 15 août 1804.

Cependant, Napoléon se prononça contre l'invasion pour le moment et en lieu et place attaqua, sans succès, les intérêts britanniques en Égypte. En mars 1802, les deux pays signèrent le traité d'Amiens, qui mit fin à près de neuf ans de guerre. Néanmoins, le premier ministre britannique Henry Addington et Napoléon considéraient la paix comme temporaire, et elle le fut, la Grande-Bretagne déclarant la guerre à la France le 18 mai 1803. William Pitt remplaça Addington au poste de Premier ministre le 10 mai 1804.
En 1803, Napoléon tourna à nouveau son attention, une fois de plus, vers l’invasion de l'Angleterre, affirmant: « Toutes mes pensées sont dirigées vers l'Angleterre. Je veux seulement un vent favorable pour planter l'aigle impérial sur la tour de Londres ». Napoléon prévoyait désormais une invasion sur une plus grande échelle qu’en 1798 et 1801, et construisit une nouvelle armada dans ce but. Il réunit la Grande Armée avec plus de 100 000 hommes à Boulogne.

## Forces armées britanniques

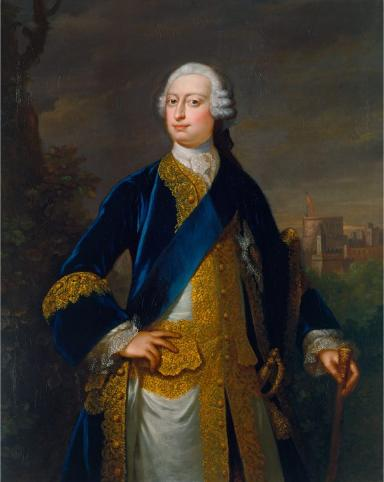
Le prince Frederick, duc d'York et d’Albany, commandant en chef des forces armées.

### Armée de terre régulière
Le gouvernement Addington avait maintenu les effectifs de l'armée régulière à 132 000 hommes pendant l'intermède d’Amiens, avec 18 000 hommes en Irlande et 50 000 hommes en Grande-Bretagne, le reste servant à l'étranger.

### Armée de réserve
En 1803, 50 des 93 régiments de l'armée de terre gagnèrent un deuxième bataillon, qui devint connu comme l'armée de réserve. Ces 50 000 hommes seraient levés par scrutin dans l'année. Toutefois, chaque recrue ne devait servir qu’en Grande-Bretagne. Ces soldats de la réserve pouvaient se porter volontaires pour devenir soldats réguliers et par conséquent être payés. Après 9 mois de recrutement, moins de 3 000 des 42 000 hommes avaient été choisis par tirage au sort. En un mois de recrutement, elle avait enrôlé 22 500 réservistes, mais à la fin de 1803, il lui manquait 15 000 sur les 50 000 considérés comme nécessaires, de sorte que le gouvernement cessa de recruter par ce biais.

### La milice
La milice était une force d’infanterie territoriale qui n'aurait dû être utilisée que pour la défense de la patrie et n'était pas une armée permanente. Elle devait être constituée par scrutin. Le gouvernement, en décembre 1802, craignant la guerre, organisa un scrutin pour constituer une milice. Cette opération fut tenue par les marguilliers et les contrôleurs des pauvres dans chaque paroisse. Une liste des hommes âgés d'entre dix-huit et quarante-cinq ans, avec de nombreuses exceptions (comme les marins et les bateliers de la Tamise), fut affichée sur les portes des églises. Toutefois, si un homme se trouvait sur la liste, il pourrait en sortir en payant une indemnité ou en convainquant quelqu'un d'autre de prendre sa place. Quatre mois après ce scrutin, et une semaine après le début de la guerre, la milice avait vu ses effectifs atteindre 80 % des 51 000 hommes nécessaires.

### Les volontaires
Le gouvernement britannique n'avait pas d’autre choix, au vu de la volonté exprimée par Napoléon d'envahir le Royaume-Uni, que de s'appuyer sur le patriotisme du peuple via un mouvement de volontaires. La fonction des volontaires, comme prévu en juillet 1803 par le commandant en chef des forces, le prince Frédéric, duc d'York, était de mener une guerre de guérilla contre les forces d'occupation françaises. Ils opéreraient en petits groupes pour harceler, distiller la panique et la crainte dans l'armée française. Ils ne devraient jamais être profondément engagés dans des combats avec les troupes françaises, se retirant lors d'éventuels conflits. Profitant de leur connaissance du terrain autant que possible il était également prévu qu’ils stoppent les détachements de pillage français. En prévision de critiques que l'armement du peuple était dangereux, le secrétaire à la Guerre dans le gouvernement d’Addington (Charles Yorke) présenta, le 18 juillet 1803, un projet de loi pour modifier la loi de la défense du Royaume :
« Je dis que, dans ces moments, il est préférable d'affronter le danger de gens qui feraient un mauvais usage de leurs armes, que de les laisser dans un état d'ignorance total de leurs utilisations. Pour ma part, je ne peux affirmer en toute assurance, que je ne vois pas de danger réel susceptible de mettre en péril la paix intérieure du pays, quand je considère les présentes dispositions et les sentiments des gens. »
William Pitt, en réponse, donna son accord :
« Je suis sûr qu'il n'y a pas un cœur qui palpite dans une poitrine britannique qui ne se réveillera pas pour la cause commune, et ne se joindra cordialement pour la défense du pays. …Il fut un temps, Monsieur, quand il aurait été dangereux de confier des armes à une grande partie de la population de ce pays. ... J'ai de bonnes raisons de savoir parce que tout le monde doit se souvenir que des incendiaires étaient parmi eux; et la propagation des doctrines révolutionnaires rencontre un tel succès que cela les dispose à tout tenter, même si c'est désespéré, dès lors qu'ils pensent que cela peut conduire à la chute du gouvernement et de la constitution. Mais ce temps est maintenant passé et je crois que ceux qui ont été ainsi grandement abusés ont réalisé leurs erreurs. A tout le moins, je suis persuadé que s'il en reste encore, leur proportion est à ce point réduite, que brassés, dispersés et réduits au même niveau que leurs compagnons loyaux, ils seront convertis par leur exemple; et comme eux, ils se réjouiront des bénédictions de notre heureuse constitution; comme eux ils se glorifieront de vivre sous ses auspices ou de mourir pour sa défense. »

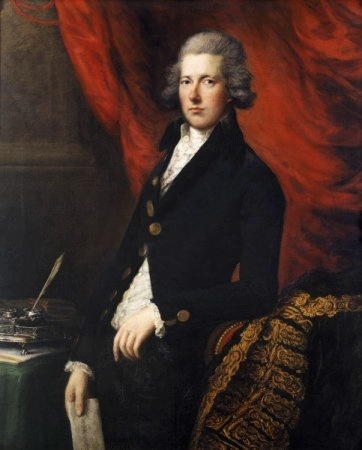
William Pitt.

Même l’éminent membre du parlement anti-guerre Charles James Fox soutint le projet de loi : 
« C'est la première mesure que je pouvais...descendre pour la défendre, qui est une mesure pour la défense du pays ... la masse du pays; agissant, pas en régiments simples, mais comme une grande masse de citoyens armés, luttant pour la préservation de leur pays, de leurs familles, et tout ce qui leur est cher dans la vie...une masse armée, qui est liée par tous les sentiments et par tous les liens pour défendre ce pays jusqu'à la dernière goutte de leur sang, avant qu'ils ne cèdent la place à lui et à ses forces d'invasion. »
Au cours de 1803, l'appel du gouvernement aux volontaires pour résister à une invasion reçut une réponse massive. Toutefois, le gouvernement n'était pas préparé au nombre de volontaires, en quelques semaines 280 000 hommes s’étaient portés volontaires. Le 18 août, Addington émit une circulaire pour décourager de nouveaux volontaires « dans chaque comté, les membres effectifs de ces corps, y compris les yeomanry, ne peuvent excéder de six fois les effectifs de la milice ».  Cela eut peu d’effet, depuis la première semaine de septembre, il y avait 350 000 volontaires. Finalement, la moitié des volontaires de l'été et l'automne de 1803 ne reçurent pas d’arme personnelle. Lorsque le gouvernement tenta de les doter de piques cela fut reçu avec mépris et attaqué par le chef de l'opposition William Windham.
La deuxième moitié de 1803 marqua l'apogée de la crise de l'invasion,,,,. Lorsque le roi passa en revue 27 000 volontaires à Hyde Park, à Londres, le 26 et 28 octobre 1803, il fut estimé que 500 000 personnes avaient assisté à l'événement chacun des deux jours. Le chef de la police de Bramfield (John Carrington) voyagea de l’Hertfordshire pour assister à la revue, et affirma : « Je n'ai jamais vu un tel spectacle de toute ma vie ». Ce sont les revues de volontaires ayant eu le plus de spectateurs de celles qui eurent lieu, entre 1797 et 1805, qui « étaient souvent d'occurrence quotidienne ».
En 1804, le Parlement enregistra un total de 480 000 bénévoles en uniforme. En outre, il y avait les forces régulières et la milice, ce qui signifie qu’un homme apte à se battre sur cinq était en uniforme. Le président, s'adressant au roi lors de la prorogation du Parlement le 13 août 1803, dit « la nation tout entière a pris les armes ». Le 4 septembre 1803, Addington appela le mouvement des volontaires a une « insurrection de loyauté ». La réponse à l'appel aux armes pour résister à l'invasion durant ces années impressionna certains historiens: « Si certaines voix dissidentes ont été entendues en 1797 et 1798 alors que les conséquences de la Révolution s'attardaient encore dans le pays, il y eut une augmentation de l’enthousiasme dans le patriotisme dans l’appel de 1801, et une ardeur brûlante couplée à une unanimité absolue dans ceux de 1803 à 1805 ».

### La marine

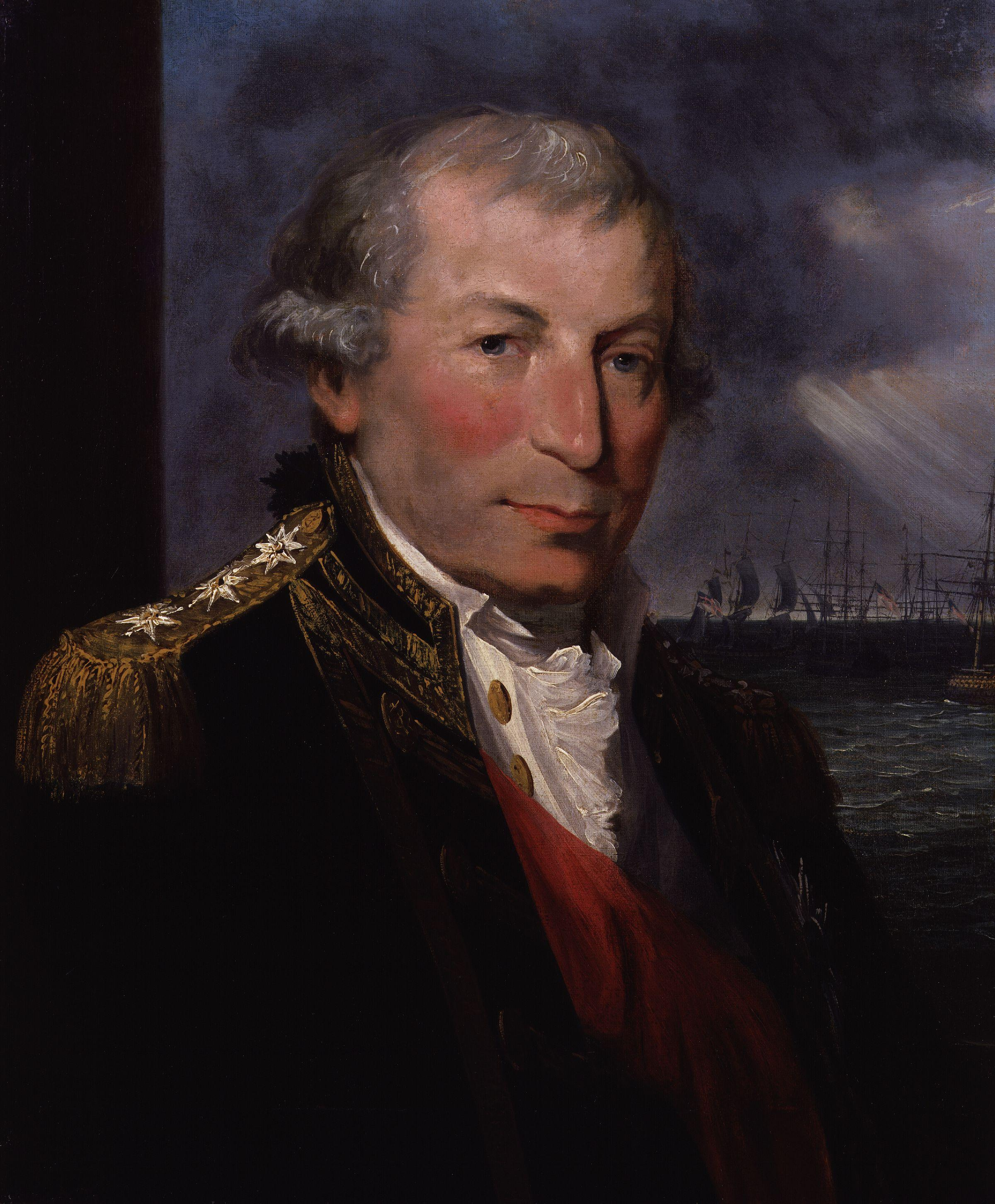
John Jervis, premier Lord de l'Amirauté, premier comte de Saint-Vincent.

La Royal Navy maintint un blocus constant des ports français de Toulon à Texel, juste en dehors de la limite de portée de l'artillerie, attendant qu'un navire français naviguât assez près pour l’attaquer. Le contre-amiral britannique Cornwallis disposait d’une flotte au large de Brest et le commandant en chef de la mer du Nord l'amiral Keith commandait une flotte entre les Downs et Selsey Bill. Une autre ligne de navires britanniques attendait près de la côte anglaise pour intercepter tous navires français qui briseraient le blocus. Les Français ne voulaient pas s'aventurer hors de leurs ports, et en deux années seulement neuf navires de la flottille avaient été capturés ou coulés par la Royal Navy. Durant la fin décembre 1803, une violente tempête souffla sur la flotte de Cornwallis au large de Brest, si bien qu’il dut rester à Torbay, laissant deux jours à la flotte française pour tenter une invasion. En entendant cela, Addington donna l'ordre de se préparer à une invasion imminente, mais les Français n'utilisèrent jamais cette opportunité.
Le premier Lord de l'Amirauté, Lord Saint-Vincent aurait dit à la Chambre des Lords: « Je ne dis pas, Mes Lords, que les Français ne peuvent pas venir, je dis seulement qu'ils ne peuvent pas venir par la mer »,.
Une équipe de volontaires appelée Sea Fencibles avait été formée en 1793 ; ils fournissaient les équipages de petits bateaux armés, des tours de surveillance et d’alerte, et des batteries fixes et flottantes le long des côtes.

## Fortifications

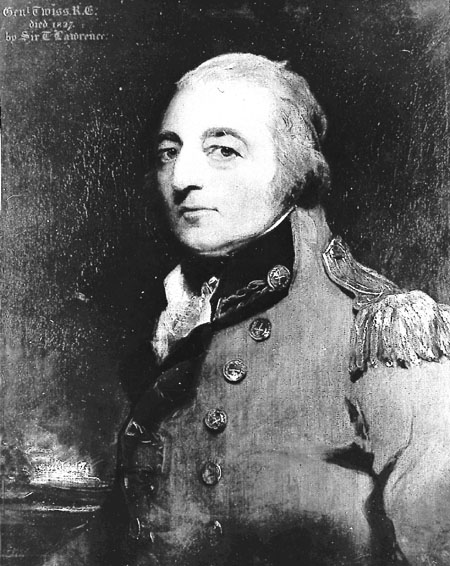
Le brigadier-général William Twiss.

En juillet 1803, le duc d'York plaida pour la construction de fortifications de campagne dès que possible parce que « l'érection de ces structures doit être faite immédiatement en vue de leur probable utilité », en les plaçant à des « points où un débarquement menace[rait] les intérêts les plus importants du pays ». En août, il demanda à Addington des fonds supplémentaires pour ces fortifications, ce qui fut finalement consenti. Les priorités du duc d’York étaient la construction de considérables fortifications sur les hauteurs de l'Ouest donnant sur le port de Douvres, puis la construction de tours Martello sur les côtes du Kent et du Sussex.

### Tours Martello
Sur la côte du Kent et du Sussex, entre 1805 et 1808, le gouvernement fit construire une série de tours bien fortifiés, les tours Martello. En septembre 1804, le gouvernement de Pitt ordonna au général Sir William Twiss d’explorer la côte sud-est de l'Angleterre pour définir des sites possibles pour les tours Martello, pour être utilisés comme emplacements d'artillerie. Twiss choisit quatre-vingt huit sites appropriés entre Seaford et Eastwear Bay.Il dirigea également l'équipe qui conçut les tours Martello. Le plan de Twiss fut adopté en octobre lors d'une conférence de la défense à Rochester en présence de Pitt, Lord Camden, le duc d'York, Lord Chatham, le major-général Sir Robert Brownrigg, le lieutenant-colonel John Brown et Twiss. Finalement, soixante-quatorze tours furent construites, dont deux (celles d'Eastbourne et Dymchurch) beaucoup plus grandes avec onze canons, permettant de loger 350 soldats. Celles-ci devinrent connues comme les Grandes redoutes. Une deuxième ligne de vingt-neuf tours, allant de Clacton-on-Sea à Slaghden près d’Aldeburgh, fut construite en 1812, dont une redoute à Harwich. Quarante furent construites en Irlande.

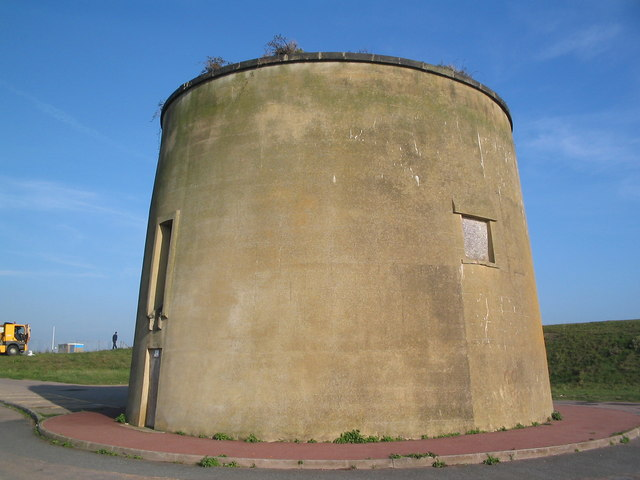
Tour Martello

### Canal militaire royal
Durant l'été 1804, le lieutenant-colonel Brown fut envoyé pour examiner la côte et établir si les inondations des marais de Romney seraient une option viable en cas d'invasion. Brown estima que cela ne le serait pas et pensa que la sécurité serait améliorée par l'excavation d'une «coupe allant de la batterie Shorncliffe, en passant devant Hythe sous hauteurs de Lympne jusqu’à West Hythe... étant partout à portée de fusil depuis les hauteurs ». Brown préconisa alors une extension de la barrière d'eau: «... coupant les marais de Romney du comté, ouvrant d'une communication courte et facile entre le Kent et le Sussex, mais surtout, rendant inutile la mesure douteuse et destructrice d’inonder une si grande partie du pays ». Elle est devenue connue sous le nom de canal militaire royal, sa construction débutant en 1805 et s'achevant en 1810.

### Western Heights

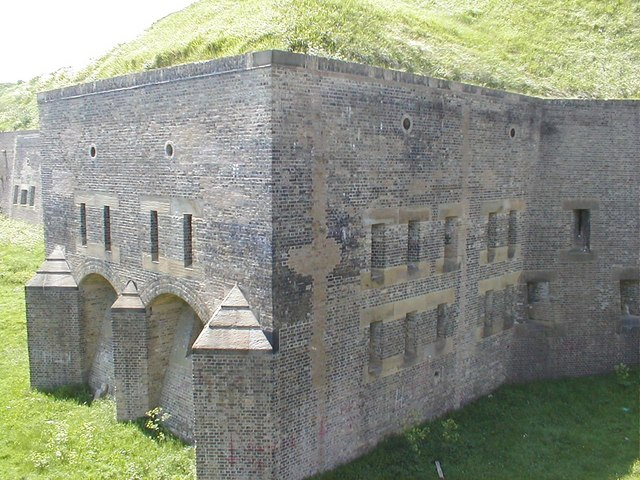
La Drop Redoubt les hauteurs de l’Ouest de Douvres.

Le général Twiss recommanda d’établir une forteresse à Douvres, les travaux débuteront en 1804. Les hauteurs de l’Ouest  à Douvres sont composées de trois parties: La Drop Redoubt, la Citadelle et le Grand Shaft. La Drop Redoubt, construite entre 1804 et 1808, était un fort détaché à proximité des falaises abruptes, entouré de fossés et permettant aux soldats de sortir et d’attaquer l'infanterie française. La Citadelle était un grand fort entouré de fossés et était encore inachevé lorsque la guerre avec la France prit fin en 1815, Le grand Shaft était une caserne contenant soixante officiers, 1300 sous-officiers et soldats, commencé en 1806 et achevé en 1809.

## Le sémaphore
Afin que le gouvernement puisse mieux communiquer avec la côte en cas d'invasion, un système de sémaphores fut construit. En janvier 1796, une ligne de sémaphore reliant l'Amirauté à Londres à Deal, dans le Kent avait été construite. En décembre 1796, une autre ligne fut construite entre l'Amirauté et Portsmouth. En mai 1806, la ligne reliant Beacon Hill sur la ligne Portsmouth à Plymouth fut construite. Ultérieurement, une ligne fut construite entre l'Amirauté et Great Yarmouth, ainsi les lignes de sémaphore couvraient le sud-est, le sud-ouest et l'Est-Anglie. Avant, la transmission de messages entre Portsmouth et Londres prenait plusieurs heures (deux jours pour Plymouth), mais avec le sémaphore les communications entre Londres et Portsmouth prenaient seulement quinze minutes. Entre Londres et Hythe, cela ne prenait que onze minutes.

## Les plans d'urgence

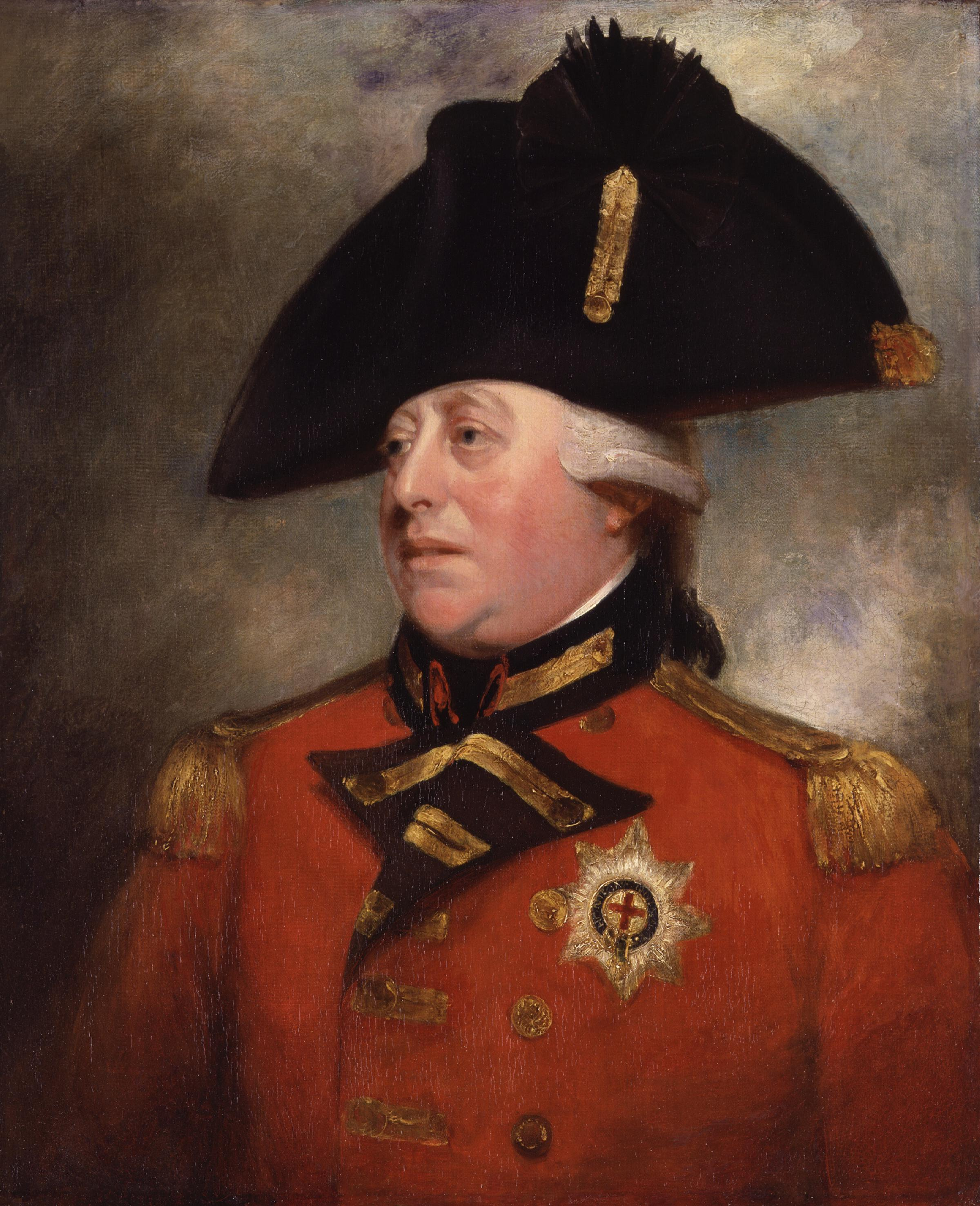
Le roi George III.

Le roi fit établir des plans d'urgence en cas de débarquement français. Un courtisan écrivit, le 13 novembre 1803: « Le roi est vraiment prêt à se rendre sur le terrain en cas d'attaque, ses lits sont prêts et il peut partir une demi-heure après l’alerte ». Un autre courtisan écrivit: 
Le roi a son équipe de camp et ses habits tout à fait prêt pour rejoindre dans l'armée si l'ennemi débarquait, et il est très vif sur le sujet et en colère si tout donne à penser que la tentative ne peut être faite.... Que Dieu fasse qu’il n’ait pas le destin d’Harold.
Le roi écrivit à son ami l'évêque Hurd de Windsor, le 30 novembre 1803:
« Nous sommes ici dans l'attente quotidienne que Bonaparte tente sa menace d'invasion; les chances contre son succès semblent si nombreuses qu'il est merveilleux qu’il persiste. J'avoue que, plaise à la Divine Providence, je ne peux m'empêcher de penser que l'usurpateur est encouragé à faire cet essai dont l’échec peut mettre fin à ses mauvaises dessins. Si ses troupes effectuaient un débarquement, je ne manquerai pas de me mettre à la tête de mes troupes et de mes autres sujets armées pour les repousser. Mais comme il est impossible de prévoir les événements d'un tel conflit, si l’ennemi devrait approcher trop près de Windsor, je pense que la reine et mes filles devrait franchir la Severn, et que je devrais les envoyer à votre palais épiscopal de Worcester; par cette allusion, je ne veux pas le moins du monde dire qu'elles seraient une charge pour vous, et que je devrais envoyer un serviteur et du mobilier adéquat pour leur hébergement. Si cet événement se produisait, j’aimerais certainement mieux avoir ce que j'apprécierais le plus pour le reste de ma vie, pendant le conflit, dans votre diocèse et sous votre toit que dans n'importe quel autre endroit dans l'île. »
Les plans d'urgence du gouvernement prévoyaient que le roi irait à Chelmsford si les Français débarquaient dans l'Essex, ou à Dartford s'ils débarquaient dans le Kent, avec le premier ministre et le ministre de l'Intérieur. Lord Cornwallis serait à la tête de l'armée de réserve. L'artillerie et les magasins de l’arsenal royal et les magasins de poudre de l’Ordnance Board à Purfleet, seraient mis sur le canal Grand Junction au nouveau dépôt de munitions à Weedon, dans le Northamptonshire. Les soldats seraient payés en or à la place de la monnaie papier. Les livres de compte de la  banque d'Angleterre seraient envoyés à la Tour de Londres et son trésor serait confiée à Sir Brook Watson, le commissaire général, qui transporterait en trente wagons (gardés par un relais d’escorte de douze volontaires) dans la région des Midlands pour rejoindre le roi à la cathédrale de Worcester. La bourse fermerait et le Conseil privé prendrait en charge à Londres. La presse aurait l’interdiction d'imprimer les mouvements de troupes et les communiqués officiels du gouvernement seraient distribués. Si Londres tombait aux mains des Français, le roi et ses ministres se retireraient dans les Midlands et « utiliserait les piliers finaux de la souveraineté - le trésor et les armes - pour poursuivre la lutte finale»,.

## Dénouement
Le 1er septembre 1805, les camps d'invasion de Napoléon étaient vides, la Grande Armée marchant contre les Autrichiens. La bataille de Trafalgar, le 21 octobre, atténua les craintes britanniques d’une invasion, l'amiral Nelson ayant détruit la flotte combinée franco-espagnole. Cependant, la menace d'une invasion persista aussi longtemps que la Grande-Bretagne était en guerre avec la France. A Tilsit, en juillet 1807, Napoléon et le tsar russe Alexandre Ier se mirent d’accord pour combiner les forces navales de l'Europe contre la Grande-Bretagne. Les Britanniques répondirent par une attaque préventive sur la flotte danoise lors de la bataille de Copenhague et ils firent également en sorte que les Français n'eurent jamais la flotte portugaise. Le capitaine Edward Pelham Brenton dans son Histoire navale de la Grande-Bretagne nota qu’après Trafalgar « une autre marine française, comme par magie jaillit de la forêt à la mer, armée par une conscription maritime exactement semblable en principe à l’édit par lequel les arbres furent affectés à la construction de navires ». Le premier Lord de l’Amirauté, Lord Melville, nota après la guerre que, compte tenu du temps, Napoléon aurait « envoyé de suite ces flottes puissantes que notre marine aurait finalement dû détruire, car nous n'aurions jamais pu suivre le rythme de construction des navires, ni en équiper suffisamment pour faire face à l'énorme puissance qu'il aurait pu exercer contre nous ».